# 몽골다섯발가락뛰는쥐
몽골다섯발가락뛰는쥐(Allactaga sibirica)는 뛰는쥐과에 속하는 설치류의 일종이다. 중국과 카자흐스탄, 몽골 그리고 투르크메니스탄에서 발견된다.